# 일본의 애니메이션 영화 흥행 기록
다음은 일본에서 개봉된 애니메이션 영화 흥행 수익 순위이다.
| 순위 | 작품                                                                                      | 개봉 년도 | 흥행 수익 (단위: 억 ¥) |
| ---- | ----------------------------------------------------------------------------------------- | --------- | ---------------------- |
| 1위  | 극장판 귀멸의 칼날: 무한열차편                                                            | 2020년    | 400                    |
| 2위  | 센과 치히로의 행방불명                                                                    | 2001년    | 316.8                  |
| 3위  | 너의 이름은.                                                                              | 2016년    | 250.3                  |
| 4위  | 하울의 움직이는 성                                                                        | 2004년    | 201.8                  |
| 5위  | 모노노케 히메                                                                             | 1997년    | 196.0                  |
| 6위  | 벼랑 위의 포뇨                                                                            | 2008년    | 155.0                  |
| 7위  | 날씨의 아이                                                                               | 2019년    | 140.6                  |
| 8위  | 바람이 분다                                                                               | 2013년    | 120.2                  |
| 9위  | 명탐정 코난: 감청의 권                                                                    | 2019년    | 93.7                   |
| 10위 | 마루 밑 아리에티                                                                          | 2010년    | 92.5                   |
| 11위 | 명탐정 코난: 제로의 집행인                                                                | 2018년    | 91.8                   |
| 12위 | 도라에몽: 스탠바이미                                                                      | 2014년    | 83.8                   |
| 13위 | 극장판 요괴워치: 탄생의 비밀이다냥!                                                       | 2014년    | 78.0                   |
| 14위 | 게드전기: 어스시의 전설                                                                   | 2006년    | 76.5                   |
| 15위 | 극장판 포켓몬스터: 뮤츠의 역습                                                            | 1998년    | 76.0                   |
| 16위 | 명탐정 코난: 진홍의 연가                                                                  | 2017년    | 68.9                   |
| 17위 | 원피스 극장판 Z                                                                           | 2012년    | 68.7                   |
| 18위 | 고양이의 보은                                                                             | 2002년    | 64.6                   |
| 19위 | 극장판 포켓몬스터: 루기아의 탄생                                                          | 1999년    | 64.0                   |
| 20위 | 명탐정 코난: 순흑의 악몽                                                                  | 2016년    | 63.3                   |
| 21위 | 괴물의 아이                                                                               | 2015년    | 58.5                   |
| 22위 | 원피스 스탬피드                                                                           | 2019년    | 55.5                   |
| 23위 | 극장판 요괴워치: 염라대왕과 5개의 이야기다냥!                                             | 2015년    | 55.3                   |
| 24위 | 붉은 돼지                                                                                 | 1992년    | 54.0                   |
| 25위 | 극장판 도라에몽: 진구의 보물섬                                                            | 2018년    | 53.7                   |
| 26위 | 에반게리온: Q                                                                             | 2012년    | 53.0                   |
| 27위 | 원피스 필름 골드                                                                          | 2016년    | 52.0                   |
| 28위 | 극장판 포켓몬스터 DP: 디아루가 VS 펄기아 VS 다크라이                                      | 2007년    | 50.2                   |
| 29위 | 극장판 도라에몽: 진구의 달 탐사기                                                         | 2019년    | 50.1                   |
| 30위 | 극장판 포켓몬스터: 결정탑의 제왕 앤테이                                                   | 2000년    | 48.5                   |
| 31위 | 원피스: 스트롱 월드                                                                       | 2009년    | 48.0                   |
| 31위 | 극장판 포켓몬스터 DP: 기라티나와 하늘의 꽃다발 쉐이미                                     | 2008년    | 48.0                   |
| 33위 | 극장판 포켓몬스터 DP: 아르세우스 초극의 시공으로                                          | 2009년    | 46.7                   |
| 34위 | 극장판 포켓몬스터 AG: 아름다운 소원의 별 지라치                                           | 2003년    | 45.0                   |
| 35위 | 명탐정 코난: 화염의 해바라기                                                              | 2015년    | 44.8                   |
| 36위 | 폼포코 너구리 대작전                                                                      | 1994년    | 44.7                   |
| 37위 | 코쿠리코 언덕에서                                                                         | 2011년    | 44.6                   |
| 38위 | 극장판 도라에몽: 진구의 남극 꽁꽁 대모험                                                  | 2017년    | 44.3                   |
| 39위 | 극장판 포켓몬스터 AG: 열공의 방문자 테오키스                                              | 2004년    | 43.8                   |
| 40위 | 극장판 포켓몬스터 베스트위시: 비크티니와 흑의 영웅 제크로무·비크티니와 백의 영웅 레시라무 | 2011년    | 43.3                   |
| 41위 | 안녕 우주전함 야마토: 사랑의 전사들                                                       | 1978년    | 43.0                   |
| 41위 | 마녀 배달부 키키                                                                          | 1989년    | 43.0                   |
| 41위 | 극장판 포켓몬스터 AG: 뮤와 파동의 용사 루카리오                                           | 2005년    | 43.0                   |
| 44위 | 루팡 3세 vs 명탐정 코난 THE MOVIE                                                         | 2013년    | 42.6                   |
| 45위 | 늑대아이                                                                                  | 2012년    | 42.2                   |
| 46위 | 극장판 포켓몬스터 DP: 환영의 패왕 조로아크                                                | 2010년    | 41.6                   |
| 47위 | 극장판 도라에몽: 신 진구의 버스 오브 재팬                                                 | 2016년    | 41.2                   |
| 48위 | 명탐정 코난: 이차원의 저격수                                                              | 2014년    | 41.1                   |
| 49위 | 드래곤볼 슈퍼: 브로리                                                                     | 2018년    | 40.0                   |
| 49위 | 에반게리온: 파                                                                            | 2012년    | 40.0                   |

## 같이 보기
- 애니메이션 영화
- 일본의 애니메이션 영화 목록
- 일본의 영화 흥행 기록